# Elecciones estatales de San Luis Potosí de 2015
Las elecciones estatales de San Luis Potosí de 2015 tuvieron lugar el domingo 7 de junio de 2015, simultáneamente con las Elecciones federales  y en ellas fueron renovados los siguientes cargos de elección popular en el estado municipal de San Luis Potosí:
- Gobernador de San Luis Potosí. Titular del Poder Ejecutivo del estado, electo para un periodo de seis años no reelegibles en ningún caso. El candidato electo fue Juan Manuel Carreras.
- 58 Ayuntamientos. Compuestos por un presidente municipal y regidores, electos para un periodo de tres años no reelegibles para el periodo inmediato.
- 27 Diputados al Congreso del Estado. 15 electos por mayoría relativa en cada uno de los Distrito Electorales y 12 por el principio de representación proporcional mediante un sistema de listas para integrar la LXI Legislatura.

## Resultados Electorales

### Gobernador
Los diez partidos políticos nacionales tuvieron la posibilidad de registrar candidatos a la gubernatura, de forma individual o mediante candidaturas comunes o coaliciones electorales.

### Ayuntamientos
| Partido/Coalición | Partido/Coalición                                                                     | Municipios |
| ----------------- | ------------------------------------------------------------------------------------- | ---------- |
|                   | Partido Acción Nacional                                                               | 12         |
|                   | Partido Acción Nacional Partido del Trabajo                                           | 3          |
|                   | Partido Revolucionario Institucional                                                  | 10         |
|                   | Partido Revolucionario Institucional Partido Verde Ecologista de México Nueva Alianza | 18         |
|                   | Partido de la Revolución Democrática                                                  | 8          |
|                   | Partido de la Revolución Democrática Partido del Trabajo                              | 2          |
|                   | Partido de la Revolución Democrática Partido del Trabajo Partido Conciencia Popular   | 1          |
|                   | Partido de la Revolución Democrática Partido Conciencia Popular                       | 1          |
|                   | Partido del Trabajo                                                                   | 1          |
|                   | Nueva Alianza                                                                         | 1          |
|                   | Partido Verde Ecologista de México                                                    | 2          |
|                   | Movimiento Ciudadano                                                                  | 1          |
|                   | Movimiento Regeneración Nacional                                                      | 1          |
|                   | Partido Humanista                                                                     | 0          |
|                   | Partido Encuentro Social                                                              | 0          |
|                   | Partido Conciencia Popular                                                            | 0          |

#### Ayuntamiento de San Luis Potosí
|  | 46.22 % |

|  | 28.71 % |

|  | 12.47 % |

|  | 2.10 % |

|  | 1.77 % |

|  | 1.52 % |

|  | 1.36 % |

|  | 1.09 % |

|  | 0.88 % |

|  | 0.42 % |

|  | 3.39 % |

|  | 100.00 % |

### Diputados
| Partido/Coalición | Partido/Coalición                    | Mayoría relativa | Proporcional | Total |
| ----------------- | ------------------------------------ | ---------------- | ------------ | ----- |
|                   | Partido Revolucionario Institucional | 6                | 2            | 8     |
|                   | Partido Acción Nacional              | 4                | 3            | 7     |
|                   | Partido de la Revolución Democrática | 3                | 1            | 4     |
|                   | Partido Verde Ecologista de México   | 1                | 1            | 2     |
|                   | Nueva Alianza                        | 1                | 1            | 2     |
|                   | Partido del Trabajo                  | 0                | 1            | 1     |
|                   | Movimiento Ciudadano                 | 0                | 1            | 1     |
|                   | Movimiento de Regeneración Nacional  | 0                | 1            | 1     |
|                   | Partido Conciencia Popular           | 0                | 1            | 1     |
|                   | Partido Encuentro Social             | 0                | 0            | 0     |
|                   | Partido Humanista                    | 0                | 0            | 0     |